# Karma (canção de Taylor Swift)
"Karma" é uma canção da cantora estadunidense Taylor Swift, contida em seu décimo álbum de estúdio, Midnights (2022). Foi composta e produzida por Swift, Jack Antonoff, Sounwave, Keanu Beats e Jahaan Sweet. A letra cômica da canção discute a culminação de Swift do "carma bom" em sua vida, em oposição a seus detratores. Musicalmente, a canção é caracterizada por uma produção de electroclash e chillwave com batidas brilhantes, sintetizadores trêmulos e elementos de techno, pop alternativo e new wave. A Republic Records enviou "Karma" para as estações de rádios dos EUA em 1 de maio de 2023, servindo como o terceiro single de Midnights. Um remix com a participação da rapper estadunidense Ice Spice foi lançada simultaneamente com o seu vídeo musical em 26 de maio de 2023, como parte da edição estendida do álbum.
Os críticos musicais consideraram "Karma" um destaque em Midnights, destacando sua produção brilhante, melodia pegajosa e lirismo maluco. Após o lançamento do álbum, a canção alcançou o top 10 nas paradas da Austrália, Canadá e Estados Unidos, e o top 20 na Grécia, Malásia, Filipinas, Singapura e Eslováquia; em sua primeira aparição na Billboard Hot 100 a faixa chegou a 9.ª posição e a 10.ª na Billboard Global 200, e com o lançamento da versão remix com a participação da rapper estadunidense Ice Spice, reapareceu na 2.ª e 6.ª posição em ambas, respectivamente. Swift cantou "Karma" ao vivo como a faixa de encerramento de sua sexta turnê, a The Eras Tour (2023).

## Antecedentes e lançamento

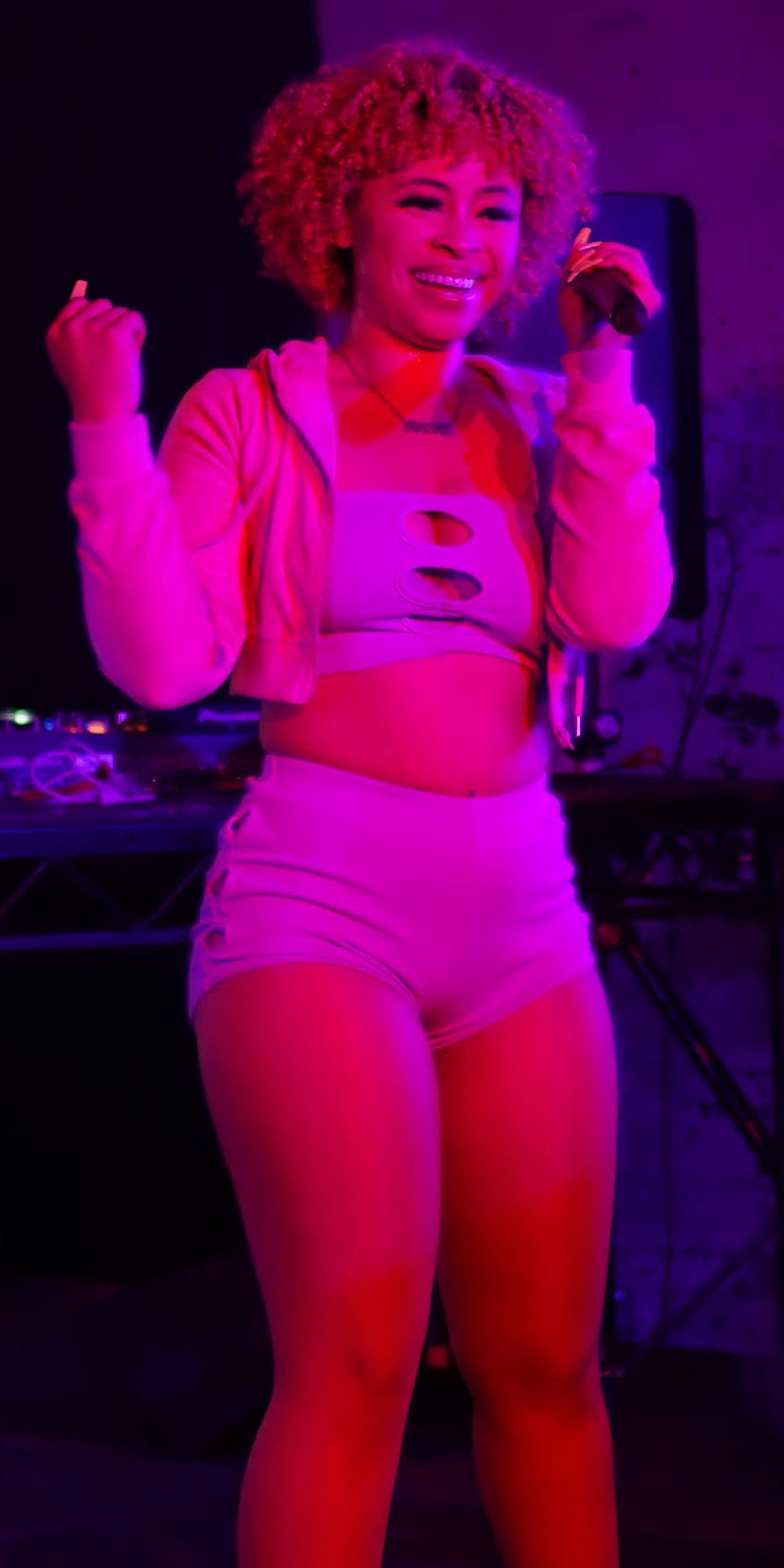
Ice Spice se tornou a primeira rapper feminina a colaborar com Swift em uma canção.

O quinto álbum de estúdio de Swift, 1989, foi lançado em outubro de 2014. Foi recebido com amplo sucesso comercial e de crítica, mas a imagem pública de Swift sofreu com o crescente escrutínio dos tablóides. No início de 2016, ela se envolveu em uma disputa altamente divulgada com o rapper americano Kanye West e sua então esposa Kim Kardashian sobre uma letra polêmica sobre ela em seu single "Famous", com o último acusando Swift de mentir. A uma pergunta em uma entrevista em abril de 2016 para a Vogue, Swift respondeu "carma é real". Desenvolvimentos subsequentes na controvérsia e cobertura persistente da mídia sobre a vida privada de Swift mancharam sua reputação e, portanto, ela se aposentou das mídias sociais e aparições públicas por um ano e não lançou um álbum em 2016, desviando-se de seu ciclo habitual de lançamento de álbuns a cada dois anos. Em novembro de 2017, Swift encerrou seu hiato e lançou seu sexto álbum de estúdio, Reputation, acompanhado por seu single principal "Look What You Made Me Do", que continha letras sobre carma. Ela lançou seu sétimo álbum de estúdio, Lover, em agosto de 2019, em meio a outra controvérsia—uma disputa com sua antiga gravadora, Big Machine Records, e seu novo proprietário, Scooter Braun, sobre os masters de seus primeiros seis álbuns. A especulação online sobre um "álbum perdido de Taylor Swift" que deveria ser lançado em 2016, intitulado Karma, foi reacendida após o vídeo musical do último single de Lover, "The Man", em janeiro de 2020; o vídeo apresentava vários simbolismos e easter eggs, incluindo uma parede de grafite que apresentava os títulos dos seis álbuns ao redor da palavra "karma" no meio. Fãs e meios de comunicação especularam que Karma seria lançado em breve.
Em 28 de agosto de 2022, Swift anunciou seu décimo álbum de estúdio, Midnights, com lançamento previsto para 21 de outubro de 2022, através da Republic Records. A lista de faixas não foi revelada imediatamente. Jack Antonoff, um colaborador de longa data de Swift que trabalhava com ela desde 1989, foi confirmado como produtor em Midnights por um vídeo postado na conta de Swift no Instagram em 16 de setembro de 2022. A partir de 21 de setembro de 2022, Swift começou a revelar a lista de faixas em uma ordem aleatória por meio de sua curta série de vídeos no TikTok, chamada Midnights Mayhem with Me. Consistia em 13 episódios, com uma música revelada a cada episódio. No oitavo episódio, em 6 de outubro de 2022, Swift anunciou o título da décima primeira faixa como "Karma". Vários meios de comunicação associaram a faixa ao álbum "não-lançado" Karma, com alguns supondo que isso seja a confirmação de Swift da teoria.

### Remix
Em 27 de abril de 2023, de acordo com o American Songwriter, Atlantic e Capitol Records, o ex-executivo musical Shawn Barron sugeriu que a rapper estadunidense Ice Spice poderia colaborar com Swift em um futuro single depois que elas se conheceram no iHeartRadio Music Awards de 2023. Em 24 de maio, Swift e Ice Spice anunciaram nas redes sociais uma versão remixada de "Karma" como o último single de divulgação do Midnights. O remix é uma faixa bônus da edição Til' Dawn, uma das edições estendidas do álbum. Seu anúncio foi recebido com reação de alguns usuários nas redes sociais que interpretaram o remix como "controle de danos" depois que Swift foi criticada por supostamente namorar o cantor e compositor inglês Matty Healy, que riu das piadas "racistas" feitas pelos comediantes Adam Friedland e Nick Mullen sobre Ice Spice durante seu podcast. Com o lançamento da faixa, no entanto, Swift revelou em uma entrevista no Spotify que a equipe de Ice Spice entrou em contato primeiro para sugerir uma colaboração, já que Ice Spice era fã de Swift, que estava ouvindo as músicas da rapper enquanto ensaiava para a The Eras Tour (2023–2024). Swift também elogiou Ice Spice e disse que ela era "[seu] novo artista favorito".

## Composição
"Karma" é uma "diss track" divertida com elementos de electroclash, chillwave, disco e synthpop com letras cômicas e duração de três minutos e vinte e quatro segundos. A faixa incorpora batidas quentes, sintetizadores distorcidos e elementos de new wave, pop alternativo e techno. A canção descreve o ponto culminante do "bom carma" de Swift. Ela não busca vingança contra seus inimigos e, em vez disso, deixa o universo seguir seu curso; embora o carma faça seus detratores sofrerem por seus erros, ele a fortalece por suas boas ações.

## Recepção da crítica
"Karma" recebeu críticas positivas dos especializados e do público, que enxergam a faixa como um dos maiores destaque do disco. A Rolling Stone a nomeou a quarta melhor música de 2022, chamando-a de um hit "definidor de álbum" por combinar as letras "ideais" de Swift e a produção "mais elegante e flexível".

## Desempenho comercial
"Karma" estreou na nona posição na Billboard Hot 100 nos Estados Unidos após o lançamento do álbum. Todas as 20 faixas do álbum estrearam no top 45 da Hot 100, dando a Swift um total de 188 entradas na Hot 100. Swift se tornou o primeiro ato musical a ocupar todo o top 10 do Hot 100 simultaneamente e a mulher com mais entradas no top 10 (40), superando Madonna (38). Após o lançamento da versão contendo Ice Spice, a canção reestreou na tabela atingindo a segunda posição.

## Tabelas musicais
| Tabelas musicais (2022)                | Melhor posição |
| -------------------------------------- | -------------- |
| Austrália (ARIA)                       | 9              |
| Canadá (Billboard)                     | 4              |
| Mundo (Billboard Global 200)           | 6              |
| Malásia - International (RIM)          | 18             |
| Filipinas (Billboard)                  | 7              |
| Singapura (RIAS)                       | 12             |
| Eslováquia (Singles Digitál Top 100)   | 12             |
| Espanha (PROMUSICAE)                   | 66             |
| Suécia (Sverigetopplistan)             | 38             |
| Suíça (Schweizer Hitparade)            | 40             |
| Reino Unido - UK Streaming Chart (OCC) | 8              |
| Estados Unidos (Billboard Hot 100)     | 2              |
| Vietnã (Vietnam Hot 100)               | 25             |

## Certificações
| Região                                                       | Certificação | Unidades/vendas |
| ------------------------------------------------------------ | ------------ | --------------- |
| Canadá (Music Canada)                                        | Ouro         | 40.000‡         |
| ‡vendas+valores de streaming baseados apenas na certificação |              |                 |